# Aramengo
Aramengo är en ort och kommun i provinsen Asti i regionen Piemonte i Italien. Kommunen hade 565 invånare (2018).